# Evergestis sophialis
Evergestis sophialis ist ein Schmetterling aus der Familie der Crambiden (Crambidae).

## Merkmale
Die Falter erreichen eine Flügelspannweite von 23 bis 33 Millimeter. Die Vorderflügel haben eine weiße bis fahl bläulich weiße Grundfärbung und sind stark von einem quer verlaufenden Muster aus schwärzlichen und hellbraunen Schuppen überlagert, die eine insgesamt düstere Färbung bewirken. Die Querlinien sind weiß und unterschiedlich gezähnt. Die Postmedianlinie ist innen schwarz gerandet. Die Fransenschuppen sind weißlich und mit zwei dunklen Linien gezeichnet, die jeweils am Ende der Flügeladern unterbrochen sind. Die Hinterflügel sind schmutzig weiß und vor allem in Richtung Apex dunkel gesprenkelt. Die Postmedianlinie ist weiß und auffällig gekrümmt. Die Saumlinie ist schmal und weiß. Die Fransenschuppen sind weiß und im ersten Drittel dunkel. Die Vorderflügelunterseite ist stark dunkel gefleckt und hat eine gezähnte, weißliche Postmedianlinie, die dunkel gerandet ist. Die Hinterflügelunterseite ist weniger stark dunkel gefleckt und mit einer kräftigen, gebogenen, dunklen Postmedianlinie gezeichnet. Der Apex ist dunkler. Von verschiedenen Lokalitäten sind verdunkelte bis einheitlich dunkel gefärbte Exemplare bekannt (= Evergestis sophialis ab. suffusa Skala, 1928).
Bei den Männchen ist der Uncus spärlich kurz behaart. Er verjüngt sich und hat eine scharfe Spitze. An der Spitze des Gnathos befinden sich ungefähr 5 kurze Zähne. Die Valven verjüngen sich nur geringfügig, die Klaspern werden durch einen Fleck kurzer, an der Basis knollenförmiger Härchen repräsentiert. Der distale Teil des Aedeagus ist mit zwei dichten Gruppen von Cornuti und gut entwickelten bürstenähnlichen Kissen versehen.
Bei den Weibchen hat das Corpus bursae eine unregelmäßig eiförmige Gestalt. Die Signa sind groß. Der Ductus bursae ist schmal und vor dem Colliculum bauchig.

### Ähnliche Arten
Die ähnlichen Arten Evergestis frumentalis, Evergestis segetalis und Evergestis dilutalis haben eine ähnliche Vorderflügelzeichnung, diese ist aber eher braun als grau. Evergestis lupalis poecilalis ist kräftiger gezeichnet und hat eine auffällig dunkle Mittellinie zwischen den weißlichen Antemedian- und Postmedianlinien. Die Hinterflügel sind dunkler und die Postmedianlinie ist in Richtung des Analwinkels deutlicher ausgeprägt. Die Unterscheidungsmerkmale von E. sophialis und Evergestis lupalis werden bei der zuletzt genannten Art aufgeführt.

## Verbreitung
In Europa ist Evergestis sophialis von Spanien und Frankreich über Mittel- und Südeuropa bis in den Süden des europäischen Teils von Russland verbreitet. Die Art fehlt auf den Britischen Inseln, in Skandinavien und auf Korsika. Weiter im Osten reicht das Verbreitungsgebiet bis in den Süden Sibiriens.

## Biologie
Die Raupen entwickeln sich an Gewöhnlicher Besenrauke (Descurainia sophia) und an verschiedenen Raukenarten (Sisymbrium). Die Falter fliegen von April bis August, in Mitteleuropa von Juni bis Juli. Man findet sie im Offenland, auf Brachen und an Straßenrändern. Sie lassen sich leicht aufscheuchen und kommen ans Licht.

## Systematik
Aus der Literatur sind folgende Synonyme bekannt:
- Phalaena sophialis Fabricius, 1787
- Phalaena variegalis Fabricius, 1787
- Crambus sophiae Fabricius, 1798
- Evergestis sophialis ab. suffusa Skala, 1928

## Belege
1. 1 2 3 4 5 6 7 8  Barry Goater, Matthias Nuss, Wolfgang Speidel: Pyraloidea I (Crambidae, Acentropinae, Evergestinae, Heliothelinae, Schoenobiinae, Scopariinae). In: P. Huemer, O. Karsholt, L. Lyneborg (Hrsg.): Microlepidoptera of Europe. 1. Auflage. Band 4. Apollo Books, Stenstrup 2005, ISBN 87-88757-33-1, S. 70 (englisch).
2. ↑  Patrice Leraut: Zygaenids, Pyralids 1. In: Moths of Europe. 1. Auflage. Volume III. NAP Editions, 2012, ISBN 978-2-913688-15-5, S. 186 (englisch).
3. ↑  Slamka, František (1995): Die Zünslerfalter (Pyraloidea) Mitteleuropas. Bratislava, S. 20
4. ↑  František Slamka: Die Zünslerfalter (Pyraloidea) Mitteleuropas. Hrsg.: František Slamka. 2. Auflage. Bratislava 1997, ISBN 80-967540-2-5, S. 19.
5. ↑  Karl Traugott Schütze: Die Biologie der Kleinschmetterlinge unter besonderer Berücksichtigung ihrer Nährpflanzen und Erscheinungszeiten. Handbuch der Microlepidopteren. Raupenkalender geordnet nach der Illustrierten deutschen Flora von H. Wagner. Frankfurt am Main, Verlag des Internationalen Entomologischen Vereins e. V., 1931, S. 95
6. ↑  Evergestis sophialis bei Fauna Europaea. Abgerufen am 22. Januar 2013
7. ↑  Global Information System on Pyraloidea (GlobIZ). Abgerufen am 22. Januar 2013.